# كمال عدوان
كمال عدوان (1935 - 10 أبريل 1973) سياسي فلسطيني كان أحد أهم قادة حركة فتح قبل أن يغتاله الإسرائيليون في بيروت. ولد كمال عدوان في قرية بربرة القريبة من مدينة عسقلان. لجأ مع عائلته إلى قطاع غزة بعد حرب 1948. درس في مصر وتخرج كمهندس بترول واشتغل في السعودية وقطر. شارك في انطلاقة حركة فتح وانتخب في لجنتها المركزية سنة 1971. اختير عضوا في المجلس الوطني الفلسطيني سنة 1963. لعب دورا مهما بصفته مسؤولا عن مكتب الإعلام في منظمة التحرير الفلسطينية. اغتاله كوموندوس إسرائيلي في 10 أبريل 1973 في عملية استهدفت أيضا كمال ناصر وأبو يوسف النجار.

## نشاط الموساد بعد فردان
لم يتوقف نشاط الموساد في لبنان فبعد ثلاثة أشهر من عملية فردان وتحديدا في 11-7-1973 اعتقل النقيب عصام أبو زكي قائد شرطة مدينة طرابلس (لبنان) ضابط إسرائيلي يحمل جواز سفر ألماني مزور باسم أورلخ لوسبرخ والذي تبين فيما بعد أن اسمه الحقيقي داني ياتوم ضابط الموساد المعروف وقد أدلى باعترافات واضحة أمام المحقق عصام أبو زكي أنه كان في شارع فردان يوم العاشر من نيسان عند اغتيال القادة الفلسطينيين الثلاثة ثم انتقل مع مجموعة من الأجانب للسكن حول منزل سعيد السبع في مدينة طرابلس (لبنان) تمهيدا لاغتياله ومحاولة افتعال صدام بين الدولة اللبنانية والمقاومة الفلسطينية في شمال لبنان كما أنه التقط صور لمنزل الرئيس سليمان فرنجية في إهدن وكمال جنبلاط في المختارة.

## تكريمات
سُمي باسمه مستشفى جمعية الهلال الأحمر الفلسطيني في بلدة بر إلياس والذي لاحقًا تغير إلى اسم مستشفى الناصرة. 
سُمي باسمه مستشفى وزارة الصحة الفلسطينية في بلدة بيت لاهيا شمال قطاع غزة.

## وصلات خارجية
- اغتيال كمال عدوان في برنامج الجريمة السياسية على قناة الجزيرة